# Kalenderovci Gornji
Kalenderovci Gornji (szerbül: Календеровци Горњи), település Bosznia-Hercegovinában, Derventa községben, a Szerb Köztársaság északi régiójában. 

## Fekvése
A település Bosznia-Hercegovina északi részén, Dobojtól légvonalban 31, közúton 48 km-re északnyugatra, községközpontjától légvonalban 8, közúton 9 km-re dél-délnyugatra, a Krnjin-hegység nyugati szélén, az Ukrina, és jobb oldali mellékvize, a Lupljanica között, 120-206 méteres magasságban található.

## Népessége
| Nemzetiségi csoport | Népesség 1991 | Népesség 2013 |
| ------------------- | ------------- | ------------- |
| Szerb               | 503           | 374           |
| Bosnyák             | 0             | 0             |
| Horvát              | 3             | 2             |
| Jugoszláv           | 5             | 0             |
| Egyéb               | 1             | 6             |
| Összesen            | 512           | 382           |

## Története
A település 1878-ig tartozott az Oszmán Birodalomhoz, ekkor a berlini kongresszus határozata alapján az Osztrák-Magyar Monarchia része lett. 1879-ben az első osztrák-magyar népszámlálás során a Derventi járáshoz tartozó Kalenderovci Turski településnek 28 háztartása és 168 ortodox lakosa volt. 1910-ben a Derventai járáshoz tartozó településen 56 háztartást, 214 ortodox, 79 római katolikus, 43 görög katolikus és 14 muszlim lakost találtak. A monarchia szétesésével 1918-ban előbb a Szerb-Horvát-Szlovén Királyság, majd 1929-től a Jugoszláv Királyság része lett. 1921-ben a Derventai járáshoz tartozó településnek 389 lakosa volt, közülük 234 ortodox szerb, 86 római katolikus, 57 görög katolikus és 12 muszlim volt. Az 1929-es törvény értelmében, amikor Bosznia-Hercegovinát négy banovinára, Drinskára, Vrbaskára, Zetskára és Primorskára osztották, a település a Vrbaska banovina (Orbászi bánság) része lett, amelynek székhelye Banja Luka volt. 1939-ben a közigazgatás átszervezésével a Hrvatska banovina (Horvát Bánság) része lett.
A második világháborúban Jugoszlávia megszállása után a Független Horvát Állam (NDH) része lett. A második világháború után 1992-ig a település a szocialista Jugoszlávia keretében a Bosznia-Hercegovinai Népköztársaság része volt. A boszniai háborút lezáró daytoni békeszerződés rendelkezése alapján az ország területét felosztották a Bosznia-hercegovinai Föderáció és a boszniai Szerb Köztársaság között. A békeszerződés utáni területmegosztási megállapodás értelmében a település Derventa község részeként a Boszniai Szerb Köztársasághoz került. 

## Nevezetességei
Szent Konstantin császár és Ilona császárné tiszteletére szentelt pravoszláv temploma. A templom 14×11 méteres nagyságú. A jelenlegi templom előtt egy 1936-ból származó régebbi templom állt itt, amelyet az 1980-as években romos állapota miatt bontottak le. 1988-ban kezdődött meg a jelenlegi templom építése a régi templom mellett. Az új templom alapjait 1988. október 23-án Vaszilje Kačavenda zvornik-tuzlai püspök szentelte fel. Az építkezés nehézségekbe ütközött, amelyeket Derventa akkori önkormányzati hatóságainak egyházellenes tevékenysége okozott. Később, 1992 és 1995 között Bosznia-Hercegovinában zajló háborús események teljesen félbeszakították az építkezést. A templom 2003-ban készült el, és azon év július 13-án Vaszilje Kačavenda zvornik-tuzlai püspök szentelte fel. A tölgyfa ikonosztázt a kalenderovaci Predrag Milaković készítette, az ikonokat pedig a brankovinai Perica Paraklis pap festette. A kalenderovai plébániához Gornji Kalenderovci, Gornji Detlak és Drijen települések tartoznak.